# Westfalenhalle (Statistischer Bezirk)
Der Stadtteil Westfalenhalle ist ein Statistischer Bezirk des Stadtbezirks Innenstadt-West der Großstadt Dortmund. Er trägt die Kennziffer 01 und gliedert sich in die Unterbezirke Westfalenhalle (011), Südwestfriedhof (012) und Tremonia (013).
Der Bezirk ist geprägt durch urbane Bebauung. Er beginnt südwestlich der Dortmunder City und erstreckt sich von dort aus etwa zwei Kilometer kreissegmentartig nach Süden bis Westen. Die Bewohner des Stadtteils fühlen sich eher ihren gewachsenen Vierteln zugehörig. So sind die Wohngebiete Kreuzviertel (Norden des Unterbezirks Westfalenhalle) und der Althoffblock (im Unterbezirk Tremonia) Teil dieser urbanen Einheit.
Im Süden des Unterbezirks Westfalenhalle liegen, südlich der Bundesstraße 1 und rund um die Strobelallee, das namensgebende Veranstaltungszentrum Westfalenhallen, der ehemalige Volkspark Dortmund, mit den Westfalenhallen, dem Westfalenstadion, dem Stadion Rote Erde und der Helmut-Körnig-Halle. Weiterhin nennenswert ist die Fachhochschule Dortmund, deren Rektorat und einige Fachbereiche im Norden des Unterbezirks angesiedelt sind.

## Bevölkerungsentwicklung
| Jahr      | 1987   | 2003   | 2008   | 2013   | 2016   | 2019   | 2022   |
| --------- | ------ | ------ | ------ | ------ | ------ | ------ | ------ |
| Einwohner | 15.709 | 14.762 | 15.405 | 15.517 | 15.867 | 15.723 | 16.014 |

## Statistik
Strukturdaten der Bevölkerung des Bezirks:
- Bevölkerungsanteil der unter 18-Jährigen: 11,0 % [Dortmunder Durchschnitt: 16,2 % (2018)][2]
- Bevölkerungsanteil der mindestens 65-Jährigen: 18,7 % [Dortmunder Durchschnitt: 20,2 % (2018)][3]
- Ausländeranteil: 10,9 % [Dortmunder Durchschnitt: 22,3 % (2024)][4]
- Arbeitslosenquote: 5,9 % [Dortmunder Durchschnitt: 11,0 % (2017)][5]

Das Durchschnittseinkommen liegt rund 10 % unter dem Dortmunder Durchschnitt.